# إيف فوريه
إيف فوريه (27 فبراير 1916 سان ماندي (إقليم السين [الفرنسية] آنذاك، وادي المرن الآن) -- 27 أبريل 2009 باريس 16) هو ممثل فرنسي .

## فيلموغرافيا

### السينما
- 1942 – قانون الربيع [الإنجليزية] إخراج جاك دانييل نورمان  [لغات أخرى]‏ : جورج بوردان
- 1942 – الحياة الخاصة [الإنجليزية] لوالتر كابس  [لغات أخرى]‏ : رسام الكاريكاتير
- 1943 – الذئب مالفينور [الإنجليزية] إخراج غيوم رادو  [لغات أخرى]‏ : فيرمين
- 1944 – ملاك الليل [الإنجليزية] لأندريه بيرثوميو  [لغات أخرى]‏ : هيوز
- 1944 – زعيم حبل [الإنجليزية] لويس داكوين  [لغات أخرى]‏ : جورج في كلاريس
- 1947 – القرية المفقودة [الإنجليزية] إخراج كريستيان ستنجل  [لغات أخرى]‏ : أرسين لاندرين
- 1947 – المرأة ذات الرداء الأحمر [الإنجليزية] إخراج لويس كوني  [لغات أخرى]‏ : رولاند غوتييه
- 1949 – فانتوما مقابل فانتوما [الإنجليزية] إخراج روبرت فيرناي  [لغات أخرى]‏ : جيروم فاندور
- 1950 – مغامرو الهواء [الإنجليزية] إخراج رينيه جاييت  [لغات أخرى]‏ : بيير لاجارد
- 1950– بانكو دو برنس [الإنجليزية] إخراج ميشيل دولود  [لغات أخرى]‏ : برادير
- 1952 – دوبون باربيس  [لغات أخرى]‏ إخراج هنري ليباج
- 1952 – العشاق الملعونون [الإنجليزية] إخراج ويلي روزيه
- 1953 – ضحكات باريس [الإنجليزية] إخراج هنري ليباج
- 1956 – الطريق إلى الجنة إخراج هانز وولف : فريد
- 1960 – كرة الجواسيس [الإنجليزية] إخراج ميشيل كليمان [الفرنسية]‏
- 1965 – فيريا في باهيا لـ OSS 117  [لغات أخرى]‏ إخراج أندري هونبال : كلارك

## روابط خارجية
إيف فوريه على موقع IMDb (الإنجليزية)
- إيف فوريه على موقع ألو سيني (الفرنسية)
- إيف فوريه على موقع ديسكوغز (الإنجليزية)
- إيف فوريه على موقع قاعدة بيانات الفيلم (الإنجليزية)
- إيف فوريه على موقع كينوبويسك (الروسية)

قالب:Liens
- Entretien avec Yves Furet sur Objectif-cinéma
- Yves Furet sur Les Gens du cinéma